# Mary Bradbury
Mary Perkins Bradbury (Warkwickshire, Inglaterra, 3 de septiembre de 1615-Ipswich, Massachusetts, 20 de diciembre de 1700) fue una mujer condenada durante los juicios por brujería de Salem, en la Nueva Inglaterra colonial, pero logró escapar de la ejecución y murió unos años después, a los ochenta y cinco.

## Vida
Mary Perkins nació en Warwickshire, Inglaterra, hija de John y Judith (de soltera, Gater) Perkins. La familia emigró a Nueva Inglaterra en 1631 desde Bristol, a bordo del Lion. En 1636 se casó con Thomas Bradbury (1611-1694), uno de los ciudadanos más prominentes de Salisbury (Massachusetts) y tuvieron once hijos: Wymond (1637-1669), Judith (1638-1700), Thomas (1640-1718), Mary (1642-1724), Jane (1645-1729), Jacob (1647-1669), William (1649-1678), Elizabeth (1651-?), John (1654-1678), Anne (1656-1659) y Jabez (1658-1677).

## Proceso
Aunque era una de las ciudadanas más ricas y respetadas de Salisbury, ella fue acusada de atormentar a Timothy Swan de Andover y juzgada el 28 de julio de 1692. De inmediato, otros aseguraron que podía asumir diversas formas animales, sobre todo un jabalí azul, y que había embrujado un barco. Más de un centenar de sus vecinos, sin embargo, testificaron su vida cristiana y sin tacha y, gracias a sus continuas peticiones a su favor, su ejecución se retrasó. Según algunos informes, se le permitió escapar de la prisión, otros dicen que sobornó al carcelero y otros aseguran que su marido sobornó al carcelero y se la llevó a Maine escondida en un carromato.
Regresaron a Massachusetts después de los juicios, cuando la situación se calmó, y ella murió por causas naturales en el año 1700. Cuando las sentencias fueron revocadas en 1711, sus hijos recibieron veinte libras como compensación.

## Descendientes famosos
Entre sus descendientes destacan el escritor trascendentalista Ralph Waldo Emerson (1803-1882), bisnieto de su hija Judith, y el escritor de terror, ciencia ficción y fantasía Ray Bradbury (1920-2012).